# Cosmia spurcopyga
Cosmia spurcopyga là một loài bướm đêm trong họ Noctuidae.